# Остапов, Вадим Григорьевич
Вади́м Григо́рьевич Оста́пов (28 августа 1935, Мирный, Азово-Черноморский край — 26 апреля 1999, Приморско-Ахтарск, Краснодарский край) — советский хозяйственный, государственный и политический деятель, Герой Социалистического Труда.

## Биография
Родился в 1935 году в хуторе Мирный. Русский.  Член КПСС.
С 1951 года — на хозяйственной, общественной и политической работе. В 1951—1996 гг. — механизатор Приморско-Ахтарской машинно-тракторной станции, тракторист, звеньевой механизированного звена, бригадир комплексной бригады № 6 колхоза имени Ленина Приморско-Ахтарского района Краснодарского края.
Указом Президиума Верховного Совета СССР от 31 декабря 1965 года присвоено звание Героя Социалистического Труда с вручением ордена Ленина и золотой медали «Серп и Молот».
Избирался депутатом Верховного Совета РСФСР 6-го созыва.
Заслуженный работник сельского хозяйства Кубани. Почётный гражданин города Приморско-Ахтарска.
Умер и похоронен в Приморско-Ахтарск в 1999 году.